# Chapelle des Trois-Maries de Montsûrs
La Chapelle des Trois-Maries, située à Montsûrs était une chapelle (dédiée à Marie-Madeleine, Marie-Cléophas et Marie-Salomé). Elle est démolie en juin 1855 pour faire place à l'Église Saint-Martin du XIXe siècle (néoromane). Le nom provient du culte des Trois Marie développé en Bretagne et en Mayenne au Moyen Âge par Pierre de Nantes, qui fut évêque de Rennes, et issu de croyances tirées de la Légende dorée.

## Histoire

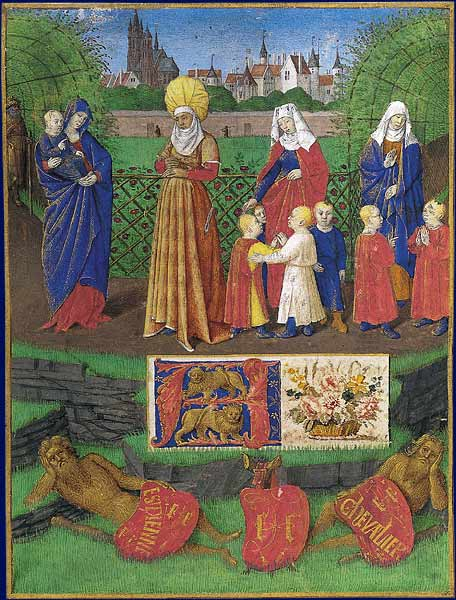
Sainte-Anne et les trois Marie (enluminure par Jean Fouquet du Livre d'heures d'Étienne Chevalier, inspirée par la Légende dorée

### Création
André de Laval, fils de Guy VIII de Laval, avait établi quatre chapelains, dans la chapelle des Trois-Maries de Montsûrs; ils devaient célébrer deux grandes messes par jour et chanter les heures canoniales. Guy IX de Laval, frère d'André, avait approuvé cette fondation. 

### Extension
Jean de Laval, fils d'André, fait en 1386 rebâtir sa chapelle sous le titre des Trois-Maries. Il y fonde le 26 décembre 1386 six prébendes, dont il obtint l'érection en chapitre. Il établit aux Trois-Maries deux nouveaux chanoines dont l'un avait la dignité de chevecier. Jean de Laval est en 1398 enterré dans l'église qu'il avait reconstruite.
Jean de Laval, seigneur de Chastillon, Mellay et Montsûrs, avait accordé, au chevecier et aux chanoines des Trois-Maries, franchise et droit de parcage dans les forêts de Bouère et d'Aloué.

### Moyen Âge
Cette chapelle a éprouvé de terribles revers pendant les guerres qui désolent la Mayenne à la fin du règne de Charles VI et pendant les premières années de celui de Charles VII. Beaucoup de châteaux furent ruinés dans les environs de Laval ; le château de Montsûrs fut de ce nombre. L'église des Trois-Maries fut brûlée. 
Jeanne de Laval, veuve du connétable Bertrand Du Guesclin et en secondes noces de Guy XII de Laval, sire de Laval, la fait reconstruire. Elle y ajoute en outre quatre nouveaux chanoines aux six qui existaient déjà, et assigne les revenus nécessaires pour ces nouveaux membres. 
Les chanoines devaient, chaque jour, de grand matin, célébrer une messe pour le repos des âmes de Jeanne de Tinténiac, de Bertrand du Guesclin et de plusieurs autres, et, à une heure plus avancée, une autre messe pour les fondateurs. 
La ruine de Montsûrs par Arundel et les désordres de tout genre, suite de la guerre, avaient chassé des Trois-Maries les chanoines établis par Jean de Laval-Châtillon. Les soldats, les brigands, les larrons de grand chemin leur avaient fait éprouver mille vexations. Ils s'étaient vu saisir, emmener dans les bois, rançonner, et mutiler cruellement, et n'osant plus retourner à leur résidence devenue inhabitable, ils s'étaient réfugiés à Laval pour y célébrer l'office divin et s'acquitter de leurs obligations.

### Déménagement
L'état de cet infortuné chapitre était si irrémédiable en 1444, qu'on le détermina à le réunir à celui de Saint-Tugal de Laval. 
Anne de Laval, première comtesse de Laval, adressa au pape Eugène IV la demande de cette réunion. Le Pape l'accueillit et permit à Jean d'Hierray , évêque du Mans de la faire. Celui-ci établit en même temps un doyen du chapitre, et fixa à 18 le nombre des prébendes; il en supprimait ainsi quatre, puisque la réunion des dix prébendes de Montsûrs aux douze de Saint-Tugal, aurait porté le nombre total à vingt-deux. L'Évêque déclare que la première prébende appartiendra à Blaise Louvet, curé de Saint-Martin d'Andouillé qui sera en même temps chanoine et curé, et de plus chef et doyen du chapitre. Le doyenné et ladite cure resteront unis dans les successeurs de Blaise Louvet. 
Pierre Henry, chevecier des Trois-Maries de Montsûrs, aura pendant sa vie le titre de chevecier de Saint-Tugal et prendra rang après le doyen qu'il remplacera en cas d'absence. À sa mort, la dignité de chevecier sera supprimée et ses revenus passeront au doyen. Le doyen devra être institué par l'Évêque sur la présentation de la comtesse et de ses successeurs. Ceux-ci auront la nomination à 14 prébendes ; les deux autres resteront à la nomination du doyen, et du chapitre. L'une sera affectée à un maître de chant chargé d'instruire quatre enfans de chœur dans la musique et la grammaire, et de célébrer trois messes par semaine. La comtesse abandonnait l'autre prébende en compensation du droit de patronage de l'église de Meslay cédée par le chapitre à l'Évêque, qui cédait aussi son droit sur la cure d'Andouillé. Cette nouvelle organisation fut approuvée par une bulle du Pape Eugène IV, le 13 octobre 1445.
Dans l'acte d'union de 1444, les chanoines de Montsûrs disent qu'ils ne peuvent « illec demourer et résider obstant la destruction et démolicion en quoy le chastel d'icellui lieu est à présent, ont esté tellement et tant griefment molestez et travaillez, pillez, robez et fourragez, non seulement par gens de guerre, mes par brigans et guetours de chemins, prins, rançonnez, transportez d'illec et menez es boys et depoullez de touz leurs biens et provisions, par quoy la célébration d'iceulx offices y cessoit et a cessé jusques à ce que par nécessité se transportèrent audit lieu de Laval pour faire ledit service et pour la seurté de leurs personnes. ».